# Hypalastoroides nitidus
Hypalastoroides nitidus är en stekelart som först beskrevs av Brethes 1906.  Hypalastoroides nitidus ingår i släktet Hypalastoroides och familjen Eumenidae.

## Underarter
Arten delas in i följande underarter:
- H. n. nigricans
- H. n. pronotalis